# Monastère de Chavnabada
Pour les articles homonymes, voir Chavnabada.
Le Chavnabada (en géorgien შავნაბადა) est un monastère au sud-est de la Géorgie, à quelque 30 kilomètres de la capitale nationale Tbilissi. Il est perché sur un piton rocheux à près de 800 mètres d'altitude.
Ce monastère médiéval de l'Église orthodoxe géorgienne construit en l'honneur de Saint Georges de Lydda qui, selon la légende locale, portait une cape noire (en géorgien Chavi Nabadi, d'où le nom du volcan) lorsqu'il mena l'armée géorgienne dans une des batailles victorieuses du Roi de Géorgie. Le monastère est connu pour sa rare variété de vin, appelé le Chavnadaba, conçu par les moines.
« Chavnabada » est également le nom de code du 13e Bataillon de l'Infanterie de l'Armée géorgienne qui était basé sur la montagne dans les années 1990.